# Skrækkenborg
Skrækkenborg is een plaats in de Deense regio Zuid-Denemarken, gemeente Kerteminde. De plaats telt 209 inwoners (2008).